# 마이크로아키텍처

인텔 코어 마이크로아키텍처.

마이크로아키텍처(microarchitecture) 또는 CPU 아키텍처는 컴퓨터 과학 및 컴퓨터 공학에서 컴퓨터의 CPU 또는 이와 관련된 디지털 신호 처리기의 전자 회로에 대한 설명으로 하드웨어의 운영에 대해 세세하게 기술이 되어 있다.
학술 모임에서는 컴퓨터 시스템이라는 용어가 쓰이는 반면, 컴퓨터 산업에서는 마이크로아키텍처라는 용어가 더 자주 쓰인다. 마이크로아키텍처와 명령어 집합 구조 (ISA)는 함께 컴퓨터 아키텍처의 분야를 구성하고 있다.

## 용어의 역사
1950년대부터 1970년대까지 많은 컴퓨터들이 마이크로프로그래밍을 사용하여 프로그램 함수를 디코딩하여 실행하는 제어 논리를 도입하였다. 마이크로프로그램의 언어들 안의 비트는 실제로 컴퓨터 계산을 했던 장치들을 제어했던 전기적 신호였다. 마이크로아키텍처라는 용어는 마이크로프로그램의 언어들이 통제하는 장치를 일컫는 데에 쓰인다.

## 마이크로아키텍처의 측면
- 칩 영역/비용
- 전력 소비
- 논리의 복잡함
- 연결의 쉬움
- 제조할 수 있음
- 오류 정정의 쉬움
- 시험할 수 있음

## 마이크로아키텍처의 개념
일반적으로 모든 CPU들, 곧 단일 칩 멀티프로세서나 다중 칩 프로세서들은 다음의 단계를 수행하며 프로그램들을 실행한다:
1. 함수를 읽어서, 읽은 함수를 디코딩한다.
2. 함수를 처리해야 하는 연결 데이터를 찾는다.
3. 함수를 처리한다.
4. 결과 출력을 기록한다.

## CPU 아키텍처의 종류
일반적인 운영 체제(OS)를 참고하여 PC 및 서버 환경을 기준으로 하는 마이크로아키텍처의  대중적인 CPU 종류는 다음과 같다.
| CPU  | 지원 OS                                     | 성능                        |
| 인텔 | 윈도우, 리눅스, 맥, 유닉스계열 , 솔라리스등 | PC급,서버급, 워크스테이션급 |
| AMD  | 윈도우, 리눅스, 맥, 유닉스계열 , 솔라리스등 | PC급,서버급, 워크스테이션급 |
| 스팍 | 솔라리스, 유닉스계열                        | PC급,서버급                 |
| ARM  | 리눅스 계열 등                              | 스마트폰, 저전력 PC         |

## 같이 보기
- 마이크로프로세서
- 마이크로컨트롤러
- 디지털 신호 처리기
- CPU 설계
- 하드웨어 아키텍처